# Seznam medailistek na Světovém poháru ve sportovním lezení – bouldering

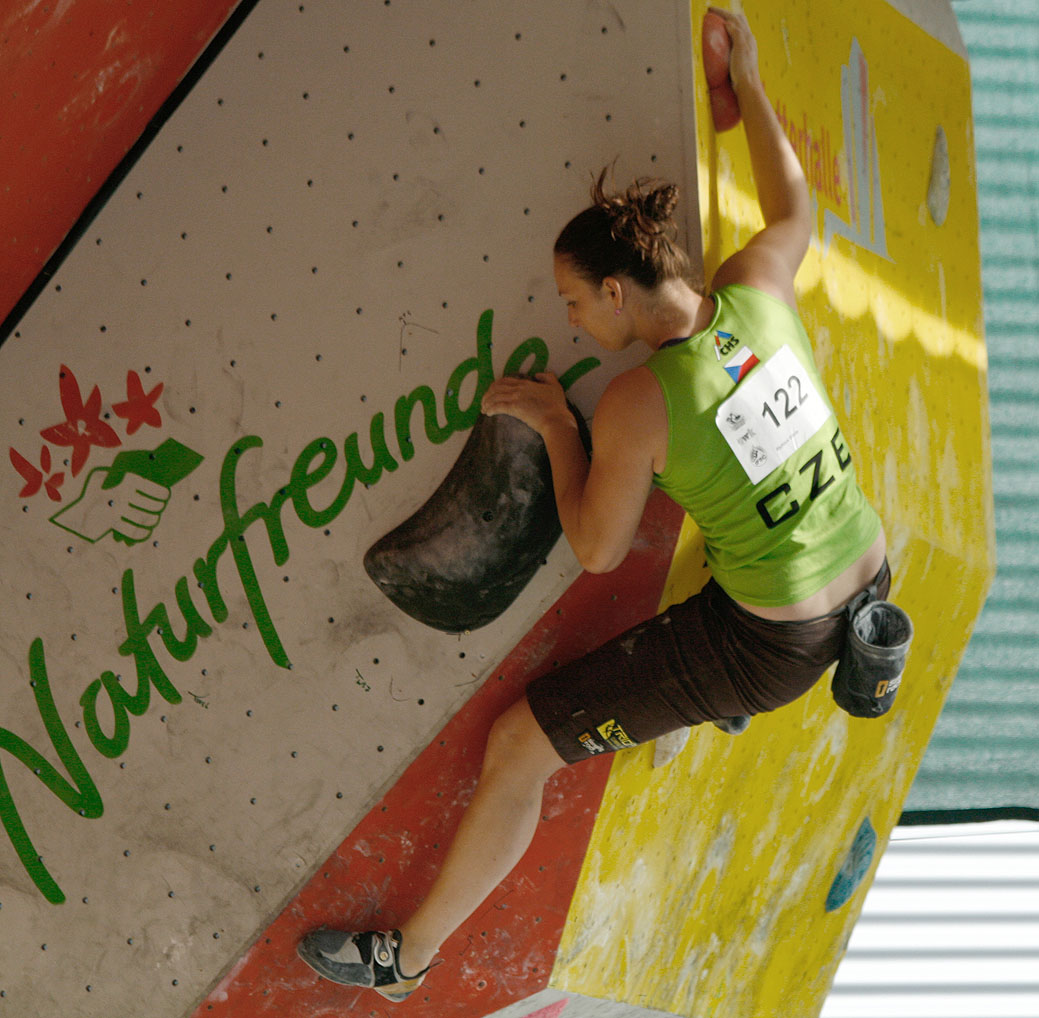
Sivie Rajfová na SP 2010
v boulderingu, Vídeň

Seznam medailistek na Světovém poháru ve sportovním lezení – bouldering

### Bouldering
| Rok   | Vítězka                                   | 2. místo          | 3. místo           |
| ----- | ----------------------------------------- | ----------------- | ------------------ |
| 1999  | Stéphanie Bodetová                        | Jelena Čumilovová | Sandrine Levet     |
| 2000  | Sandrine Levet                            | Jelena Čumilovová | Delphine Martin    |
| 2001  | Sandrine Levet                            | Myriam Motteau    | Corinne Theroux    |
| 2002* | Natalia Perlova Myriam Motteau Lisa Rands |                   |                    |
| 2003  | Sandrine Levet                            | Olga Bibiková     | Natalia Perlova    |
| 2004  | Sandrine Levet                            | Olga Bibiková     | Julija Abramčuková |
| 2005  | Sandrine Levet                            | Olga Bibiková     | Julija Abramčuková |
| 2006  | Olga Bibiková                             | Juliette Danion   | Anna Stöhr         |
| 2007  | Juliette Danion                           | Olha Šalahina     | Natalija Gros      |
| 2008  | Anna Stöhr                                | Akijo Noguči      | Julija Abramčuková |
| 2009  | Akijo Noguči                              | Anna Stöhr        | Natalija Gros      |
| 2010  | Akijo Noguči                              | Anna Stöhr        | Chloé Graftiauxová |
| 2011  | Anna Stöhr                                | Akijo Noguči      | Alex Puccio        |
| 2012  | Anna Stöhr                                | Akijo Noguči      | Shauna Coxsey      |
| 2013  | Anna Stöhr                                | Akijo Noguči      | Alex Puccio        |
| 2014  | Akijo Noguči                              | Shauna Coxsey     | Anna Stöhr         |
| 2015  | Akijo Noguči                              | Shauna Coxsey     | Mihó Nonakaová     |
| 2016  | Shauna Coxsey                             | Mihó Nonakaová    | Mélissa Le Nevé    |
| 2017  | Shauna Coxsey                             | Janja Garnbretová | Akijo Noguči       |
| 2018  | Mihó Nonakaová                            | Akijo Noguči      | Fanny Gibertová    |
| 2019  | Janja Garnbretová                         | Akijo Noguči      | Fanny Gibertová    |

* V roce 2002 se počítal nejlepší výsledek ze tří závodů, na body by byla 1. Natalie, 2. Myriam a 5. Lisa